# Goya al millor maquillatge i perruqueria
El Premi Goya a la millor maquillatge i perruqueria és un dels 28 Premis Goya entregats anualment. És concedit des de la primera edició, si bé en la segona edició no hi hagué candidats al premi.

## Nominats i guanyadors

### Dècada del 2020
| Guanyador             | Candidats                                                                             | |
| XXXIX edició - 2025   | XXXIX edició - 2025                                                                   | XXXIX edició - 2025 |
| --------------------- | ------------------------------------------------------------------------------------- | --- |
|                       |                                                                                       | - Karol Tornaría — El 47 - Morag Ross, Manolo García — La habitación de al lado - Patricia Rodríguez, Tono Garzón — La infiltrada - Eli Adánez, Paco Rodríguez Frías — La virgen roja - Karmele Soler, Sergio Pérez Berbel, Nacho Díaz — Marco, la verdad inventada |
| XXXVIII edició - 2024 |                                                                                       | |
|                       | Ana López-Puigcerver, Belén López-Puigcerver, Montse Ribé per La sociedad de la nieve | - Aihoa Eskusabel, Jose Gabarain per 20.000 espècies d'abelles - Eli Adánez, Juan Begara per La ternura - Caitlin Acheson, Benjamín Pérez, Nacho Díaz per Saben aquell - Sarai Rodríguez, Noé Montes, Óscar del Monte per Valle de sombras                          |
| XXXVII edició - 2023  |                                                                                       | |
|                       | Yolanda Piña i Félix Terrero per Modelo 77                                            | - Irene Pedrosa, Jesús Gil per As bestas - Paloma Lozano, Nacho Díaz per Cerdita - Sarai Rodríguez, Raquel González, Óscar de Monte per La piedad - Montse Santfeliu, Carolina Atxukarro, Pablo Perona per Los renglones torcidos de Dios                           |
| XXXVI edició - 2022   |                                                                                       | |
|                       | Sarai Rodríguez, Benjamín Pérez i Nacho Díaz per Las leyes de la frontera             | - Almudena Fonseca, Manolo García per El buen patrón - Eli Adánez, Sergio Pérez Berbel, Nacho Díaz per Libertad - Karmele Soler, Sergio Pérez Berbel per Maixabel                                                                                                   |
| XXXV edició - 2021    |                                                                                       | |
|                       | Beata Wotjowicz i Ricardo Molina per Akelarre                                         | - Elena Cuevas, Mara Collazo i Sergio López per Adú - Milu Cabrer i Benjamín Pérez per Explota explota - Paula Cruz, Jesús Guerra i Nacho Díaz per Orígenes secretos                                                                                                |
| XXXIV edició - 2020   |                                                                                       | |
|                       | Ana López-Puigcerver, Belén López-Puigcerver i Nacho Díaz per Mientras dure la guerra | - Ana Lozano, Sergio Pérez Berbel i Montse Ribé per Dolor y gloria - Yolanda Piña, Félix Terrero i Nacho Díaz per La trinchera infinita - Karmele Soler i Olga Cruz per Ventajas de viajar en tren                                                                  |

### Dècada del 2010
| Guanyador            | Candidats | |
| XXXIII edició - 2019 | XXXIII edició - 2019                                                                                                 | XXXIII edició - 2019 |
| -------------------- | --- | --- |
|                      | Sylvie Imbert, Amparo Sánchez i Pablo Perona per El hombre que mató a Don Quijote                                    | - Caitlin Acheson, Jesús Martos i Pablo Perona per El fotògraf de Mauthausen - Raquel Fidalgo, Noé Montes i Alberto Hortas per L'ombra de la llei - Rafael Mora i Anabel Beato per Quién te cantará  |
| XXXII edició - 2018  | | |
|                      | Ainhoa Eskisabel, Olga Cruz i Gorka Aguirre per Handia                                                               | - Sylvie Imbert, Paco Rodríguez per Abracadabra - Eli Adánez, Sergio Pérez Berbel, Pedro de Diego per Oro - Lola Gómez, Jesús Gil, Óscar del Monte per Pieles                                        |
| XXXI edició - 2017   | | |
|                      | Marese Langan i David Martí per Un monstre em ve a veure                                                             | - Milu Cabrer, Alicia López i Pedro Rodríguez per 1898. Los últimos de Filipinas - Yolanda Piña per El hombre de las mil caras - Ana López-Puigcerver, Sergio Pérez Berbel i David Martí per Julieta |
| XXX edició - 2016    | | |
|                      | Pablo Perona, Paco Rodríguez i Sylvie Imbert per Nobody Wants the Night                                              | - Esther Guillem i Pilar Guillem per La novia - Ana Lozano, Fito Dellibarda i Massimo Gattabrusi per Ma ma - Alicia López, Karmele Soler, Manolo García i Pedro de Diego per Palmeras en la nieve    |
| XXIX edició - 2015   | | |
|                      | Carmen Veinat, Pedro Rodríguez i José Quetglas per Musarañas                                                         | - Yolanda Piña per La isla mínima - David Martí, Noé Montes i Raquel Fidalgo per El Niño - Marisa Amenta i Néstor Burgos per Relatos salvajes                                                        |
| XXVIII edició - 2014 | | |
|                      | María Dolores Gómez, Javier Hernández, Pedro Rodríguez i Francisco J. Rodríguez Frías per Las brujas de Zugarramurdi | - Eli Adánez i Sergio Pérez per 3 bodas de más - Ana López-Puigcerver i Belén López-Puigcerver per Grand Piano - Lola López i Itziar Arrieta per La gran familia española                            |
| XXVII edició - 2013  | | |
|                      | Sylvie Imbert i Fermín Galán por Blancanieves                                                                        | - Sylvie Imbert i Noé Montes per El artista y la modelo - Yolanda Piña per Grupo 7 - Alessandro Bertolazzi, David Martí i Montse Ribé per The Impossible                                             |
| XXVI edició - 2012   | | |
|                      | Karmele Soler, David Martí i Manolo Carretero por La piel que habito                                                 | - Ana López-Puigcerver i Belén López-Puigcerver per Blackthorn - Concha Rodríguez i Jesús Martos per EVA - Montse Boqueras, Nacho Díaz i Sergio Pérez per No habrá paz para los malvados             |
| XXV edició - 2011    | | |
|                      | José Quetglas, Pedro Rodríguez i Nieves Sánchez Torres per Balada triste de trompeta                                 | - Karmele Soler, Martín Trujillo Macías i Paco Rodríguez per Lope - Alma Casal i Satur Merino per Pa negre - Karmele Soler i Paco Rodríguez per También la lluvia                                    |
| XXIV edició - 2010   | | |
|                      | Jan Sewell i Suzanne Stokes-Munton per Agora                                                                         | - Raquel Fidalgo i Inés Rodríguez per Celda 2011 - José Antonio Sánchez i Paquita Núñez per El cónsul de Sodoma - Ana Lozano i Massimo Gattabrusi per Los abrazos rotos                              |

### Dècada del 2000
| Guanyador           | Candidats                                                                                     | |
| XXIII edició - 2009 | XXIII edició - 2009                                                                           | XXIII edició - 2009 |
| ------------------- | --------------------------------------------------------------------------------------------- | --- |
|                     | José Quetglas, Nieves Sánchez i Mar Paradela per Mortadelo y Filemón: Misión salvar la Tierra | - José Quetglas i Nieves Sánchez per La conjura de El Escorial - Silvie Ymbert i Fermín Galán per Los girasoles ciegos - Romana González, Alicia López i Josefa Morales per Sangre de mayo                            |
| XXII edició - 2008  |                                                                                               | |
|                     | Lola López i Itziar Arrieta per El orfanato                                                   | - Lourdes Briones i Fermín Galán per Oviedo Express - Mariló Osuna, Almudena Fonseca i José Juez per Las 13 rosas - José Quetglas i Blanca Sánchez per El corazón de la tierra                                        |
| XXI edició - 2007   |                                                                                               | |
|                     | José Quetglas i Blanca Sánchez per El laberinto del fauno                                     | - José Luis Pérez per Alatriste - Ivana Primorae, Susana Sánchez i Manolo García per Los fantasmas de Goya - Ana Lozano i Massimo Gattabrusi per Volver                                                               |
| XX edició - 2006    |                                                                                               | |
|                     | Romana González i Josefa Morales per Camarón                                                  | - Jorge Hernández i Fermín Galán per El calentito - Manolo García i Carlos Hernández per Princesas - Paillette i Annie Marandin per Los Dalton contra Lucky Luke                                                      |
| XIX edició - 2005   |                                                                                               | |
|                     | Jo Allen, Ana López Puigcerver, Mara Collazo i Manolo García per Mar adentro                  | - Karmele Soler i Paco Rodríguez per Inconscients - Susana Sánchez i Patricia Rodríguez per Seres queridos - Paca Almenara i Alicia López per Tiovivo c. 1950                                                         |
| XVIII edició - 2004 |                                                                                               | |
|                     | José Antonio Sánchez i Paquita Núñez per La gran aventura de Mortadelo y Filemón              | - Miguel Sese i Natalia Sese per Carmen - Cristóbal Criado i Alicia López per Hotel Danubio - Karmele Soler i Francisco Rodríguez per Noviembre                                                                       |
| XVII edició - 2003  |                                                                                               | |
|                     | Gregorio Ros i Pepito Juez per El embrujo de Shanghai                                         | - Gemma Planchadell i Mónica Núñez per Lisístrata - Paca Almenara, Alicia López i Antonio Panizza per Historia de un beso - Susana Sánchez i Manolo Carretero per Trece campanadas                                    |
| XVI edició - 2002   |                                                                                               | |
|                     | Mercedes Guillot i Miguel Sesé per Juana la Loca                                              | - Ana López Puigcerver, Belén López Puigcerver i Teresa Rabal per The Others - Manolo García, Ana Lozano i Antonio Panizza per Sin noticias de Dios - Ruth García i Concha Martí per Buñuel y la mesa del rey Salomón |
| XV edició - 2001    |                                                                                               | |
|                     | Romana González i Josefa Morales per Besos para todos                                         | - José Quetglas i Mercedes Guillot per La comunidad - Juan Pedro Hernández i Esther Martín per Lázaro de Tormes - Paca Almenara i Antonio Panizza per You're the One (una historia de entonces)                       |
| XIV edició - 2000   |                                                                                               | |
|                     | José Quetglas, Susana Sánchez i Blanca Sánchez per Goya en Burdeos                            | - Ana López Puigcerver i Teresa Rabal per La lengua de las mariposas - Juan Pedro Hernández per Todo sobre mi madre - Lourdes Briones, Paillette, Manolo Carretero i Annie Marandin per Volavérunt                    |

### Dècada del 1990
| Guanyador          | Candidats                                                                          | |
| XIII edició - 1999 | XIII edició - 1999                                                                 | XIII edició - 1999 |
| ------------------ | ---------------------------------------------------------------------------------- | --- |
|                    | Gregorio Ros i Antonio Panizza per La niña de tus ojos                             | - Paca Almenara, Colin Arthur i Sylvie Imbert per Abre los ojos - Cristóbal Criado i Alicia López Medina per El abuelo - José Quetglas i Mercedes Guillot per Los años bárbaros |
| XII edició - 1998  |                                                                                    | |
|                    | José Quetglas i Mercedes Guillot per Perdita Durango                               | - Cristóbal Criado per La herida luminosa - Miguel Sesé i Francisca Guillot per Muerte en Granada |
| XI edició - 1997   |                                                                                    | |
|                    | Juan Pedro Hernández, Esther Martín i Mercedes Paradela per El perro del hortelano | - Paca Almenara i Alicia López Medina per La Celestina - Juan Pedro Hernández, Ana Lozano, Esther Martín i Manolo García per Libertarias |
| X edició - 1996    |                                                                                    | |
|                    | José Quetglas, José Antonio Sánchez i Mercedes Guillot per El día de la bestia     | - Juan Pedro Hernández i Antonio Panizza per La flor de mi secreto - Ana Lozano, Carlos Paradela i Jesús Moncusí i Vallverdú per Nadie hablará de nosotras cuando hayamos muerto |
| IX edició - 1995   |                                                                                    | |
|                    | José Antonio Sánchez i Paquita Núñez per Canción de cuna                           | - Romana González i Josefa Morales per Días contados - Juan Pedro Hernández i Manolo Carretero per La pasión turca |
| VIII edició - 1994 |                                                                                    | |
|                    | Solange Aumaitre i Magdalena Álvarez per Tirano Banderas                           | - Gregorio Ros i Jesús Moncusí per Kika - Odile Fourquin i María Del Mar Paradela per Madregilda |
| VII edició - 1993  |                                                                                    | |
|                    | Paca Almenara per Acción mutante                                                   | - Ana Lorena i Ana Ferreira per Belle Époque - Romana González i Josefa Morales per El maestro de esgrima |
| VI edició - 1992   |                                                                                    | |
|                    | Romana González i Josefa Morales per El rey pasmado                                | - Juan Pedro Hernández per Beltenebros - Gregorio Ros i Jesús Moncusí per Tacones lejanos |
| V edició - 1991    |                                                                                    | |
|                    | José Antonio Sánchez i Paquita Núñez per ¡Ay, Carmela!                             | - Juan Pedro Hernández i Jesús Moncusí per ¡Átame! - Juan Pedro Hernández i Leonardo Straface per Yo soy ésa |
| IV edició - 1990   |                                                                                    | |
|                    | José Antonio Sánchez i Paquita Núñez per El niño de la luna                        | - Juan Pedro Hernández i Jesús Moncusí per El mar y el tiempo - José Antonio Sánchez i Paquita Núñez per El sueño del mono loco - Romana González, José Antonio Sánchez, Mercedes Guillot i Josefa Morales per La noche oscura - Gregorio Ros i Jesús Moncusí per Las cosas del querer - Romana González i Josefa Morales per Montoyas y Tarantos - Chass Llach i Poli López per Si te dicen que caí |

### Dècada del 1980
| Guanyador         | Candidats                                              | |
| III edició - 1989 | III edició - 1989                                      | III edició - 1989 |
| ----------------- | ------------------------------------------------------ | --- |
|                   | Romana González i Josefa Morales per Remando al viento | - José Antonio Sánchez i Paquita Núñez per El Dorado - Juan Pedro Hernández i Agustín Cabiedes per El Lute II: mañana seré libre - Ángel Luis de Diego i Alicia Regueiro per Espérame en el cielo - Gregorio Ros i Jesús Moncusí per Mujeres al borde de un ataque de nervios |
| II edició - 1988  |                                                        | |
|                   | No fou concedit                                        | |
| I edició - 1987   |                                                        | |
|                   | Fernando Florido per Dragon Rapide                     | - José Antonio Sánchez per El viaje a ninguna parte |

## Estadístiques

### Maquilladors amb més premis goya
- 7 premis: José Quetglas, de 11 nominacions
- 5 premis: José Antonio Sánchez, de 10 nominacions
- 4 premis: Josefa Morales, de 9 nominacions
- 4 premis: Romana González, de 9 nominacions
- 4 premis: Paquita Núñez, de 7 nominacions
- 3 premis: Pedro Rodríguez, de 4 nominacions
- 3 premis: Mercedes Guillot, 7 nominacions
- 2 premis: Gregorio Ros, 7 nominacions
- 2 premis: David Martí, 5 nominacions
- 2 premis: Sylvie Imbert, 4 nominacions
- 2 premis: Blanca Sánchez, 3 nominacions
- 2 premis: Nieves Sánchez, 3 nominacions

### Maquilladors amb més candidatures
- 11 candidatures: José Quetglas (7 premis)
- 11 candidatures: Juan Pedro Hernández (1 premi)
- 10 candidatures: José Antonio Sánchez (5 premis)
- 9 candidatures: Josefa Morales (4 premis)
- 9 candidatures: Romana González (4 premis)
- 8 candidatures: Alicia López Medina (0 premis)
- 7 candidatures: Paquita Núñez (4 premis)
- 7 candidatures: Mercedes Guillot (3 premis)
- 7 candidatures: Gregorio Ros (2 premis)
- 7 candidatures: Jesús Moncusí (0 premis)
- 6 candidatures: Paca Almenara (1 premi)
- 6 candidatures: Ana López-Puigcerver (1 premi)
- 6 candidatures: Manolo García (1 premi)
- 6 candidatures: Karmele Soler (1 premi)
- 6 candidatures: Ana Lozano (0 premis)
- 5 candidatures: David Martí (2 premis)
- 5 candidatures: Antonio Panizza (1 premi)
- 4 candidatures: Pedro Rodríguez (3 premis)
- 4 candidatures: Sylvie Imbert (2 premis)
- 4 candidatures: Fermín Galán (1 premi)
- 4 candidatures: Manolo Carretero (1 premi)
- 4 candidatures: Paco Rodríguez (1 premi)
- 3 candidatures: Blanca Sánchez (2 premis)
- 3 candidatures: Nieves Sánchez (2 premis)
- 3 candidatures: Esther Martín (1 premi)
- 3 candidatures: Yolanda Piña (0 premis)
- 3 candidatures: Sergio Pérez (0 premis)
- 3 candidatures: Massimo Gattabrusi (0 premis)
- 2 candidatures: Itziar Arrieta (1 premi)
- 2 candidatures: Lola López (1 premi)
- 2 candidatures: Mar Paradela (1 premi)
- 2 candidatures: Belén López-Puigcerver (0 premis)
- 2 candidatures: Noé Montes (0 premis)
- 2 candidatures: Raquel Fidalgo (0 premis)